# Roger Ilegems
Roger Ilegems (Niel, 13 de diciembre de 1962) es un deportista belga que compitió en ciclismo en las modalidades de pista, especialista en las pruebas de persecución por equipos y puntuación, y ruta.
Participó en los Juegos Olímpicos de Los Ángeles 1984, obteniendo la medalla de oro en la prueba de puntuación y el octavo lugar en persecución por equipos.
Ganó una medalla de bronce en el Campeonato Mundial de Ciclismo en Pista de 1987, en la carrera por puntos.

## Medallero internacional
| Juegos Olímpicos   | Juegos Olímpicos             | Juegos Olímpicos  | Juegos Olímpicos |
| Año                | Lugar                        | Medalla           | Competición      |
| ------------------ | ---------------------------- | ----------------- | ---------------- |
| 1984               | Los Ángeles (Estados Unidos) | Medalla de oro    | Puntuación       |
| Campeonato Mundial |                              |                   |                  |
| Año                | Lugar                        | Medalla           | Competición      |
| 1987               | Viena (Austria)              | Medalla de bronce | Puntuación (P)   |